# آلة قطب ذراعي

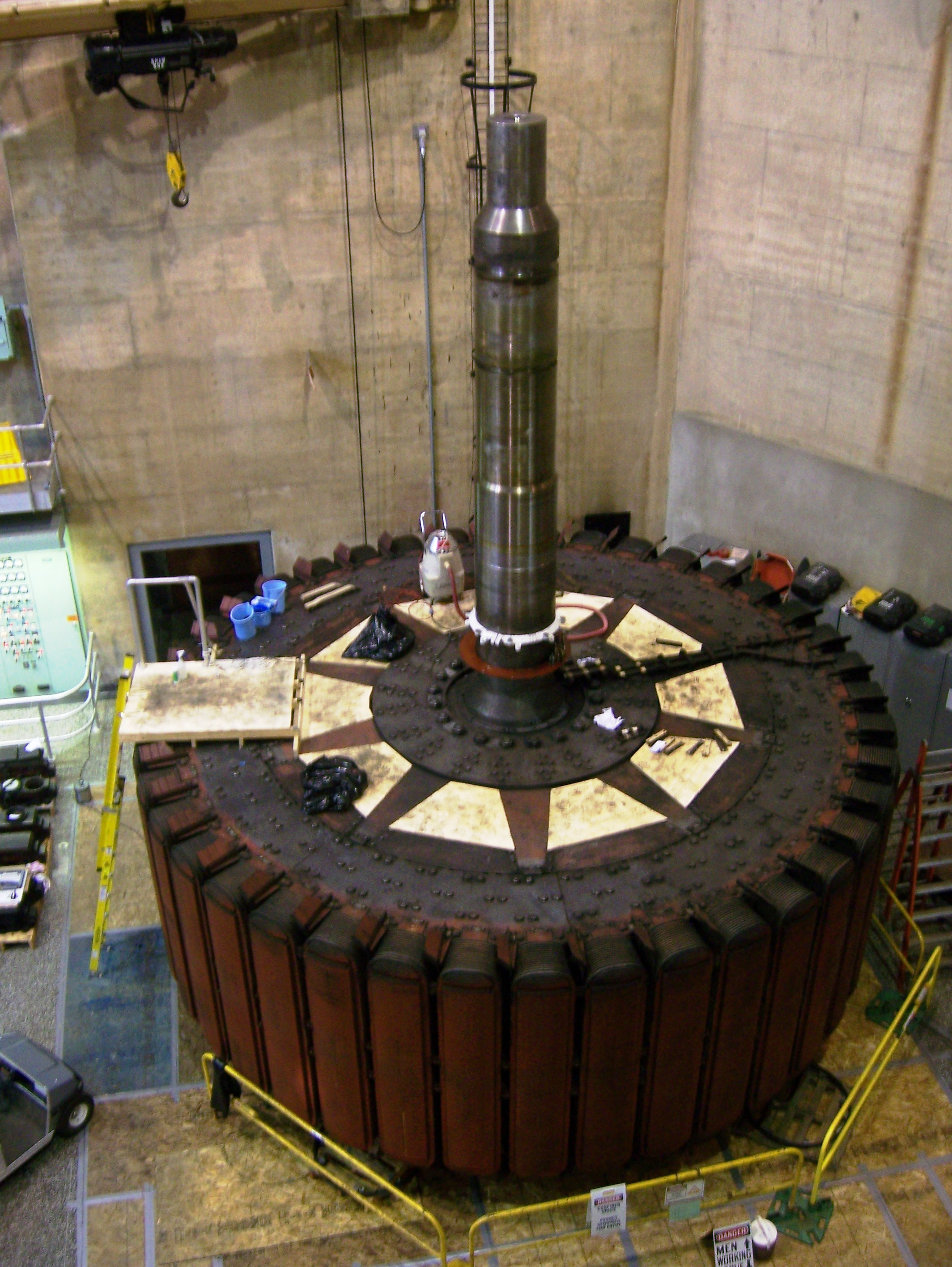
العضو الدوار ذو 40 زوج أقطاب لمولد كهرباء في سد هوفر بالولايات المتحدة الأمريكية أثناء أعمال الصيانة.

آلة قطب ذراعي في الهندسة الكهربائية (بالإنجليزية:Salient pole machine) هي آلة كهربائية دوارة تعمل عادة ك آلة تيار ثلاثي الأطوار 
, ونادرا ما تعمل بتيار ذو طور واحد 
, (التيار الكهربائي المنزلي ذو طور واحد) وهي مصممة لكي تعمل بعدد دورات قليلة في الثانية. وتنتمي آلة القطب الذراعي إلى أكبر أنواع الآلات الكهربائية.
منها الآلات الكهربائية الكبيرة الضخمة التي تستخدم في توليد الكهرباء من السدود المائية مثلا.
وطبقا لبنيتها البسيطة فهي تعتبر أقل تكلفة من آلة تزامن. ولذلك فهي كثيرة الاستعمال (منها الكبير والصغير) من بين الآلات التزامنية وهي تعمل ب إثارة مغناطيسية.

## تكوينها

آله ذات قطب خارجي. Uو V, و W هي ثلاثة ملفات موزعة دائريا بينها زاوية 120°. تيار ثلاثي أطوار يغذي العضو الدوار.

آلة ذات قطب داخلي. Uو V, و W هي ثلاثة ملفات موزعة دائريا بينها زاوية 120° .تيار ثلاثي أطوار يغذي العضو الثابت. (المغناطيس S; N كالذراعين، ومنه تأتي تسمية الآلة).

تتكون الآلة من عضو ثابت وعضو دوار كما هو الحال في محرك كهربائي. 
. ويوجد منها نوعان:
- آلة ذات قطب خارجي: وهي تشبه في بنيتها بنية محرك تيار مستمر. يوجد المغناطيس الذي يحدث الإثارة في العضو الثابت. وبناء على ذلك توجد الأقطاب التي تعمل بتيار مستمر في العضو الثابت، وأما ملفات التيار ثلاثي الأطوار فهي موجودة في العضو الدوار. وتوزع ملفات الاقطاب على دائرة العضو الثابت لزيادة الكفاءة.

ويتكون العضو الدوار من شرائح حديدية. وتوصل التيارات ثلاثية الأطوار إلى ملفات العضو الثابت عن طريق حلقات معدنية.
- آلة ذات قطب داخلي: يتكون عضو الثابت من ملفات موزعة عليه دائريا وهي تغذى بتيار ثلاثي الأطوار. ويوجد القطب المغناطيسي الذي ينتج الإثارة في العضو الدوار. ويتكون العضو الدوار من قضيب سميك من الحديد تمثل ذراعين يشكلان قطبي المغناطيس. ملفوف عليه ملفات إثارة.[5] (أنظر الشكل). هذا القضيب يمثل ذراعي دائرة مغناطيسية

.
كما يمكن زيادة عدد أزواج الأقطاب 

يغطي قطب العضو الدوار قطب العضو الساكن بنسبة بين 55و0 في الآلات الصغيرة إلى 75و0 للآلات الكبيرة. ولا تستخدم نسب أكبر من 75و0 لأنها تسبب في الأقطاب. وتستخدم الآلة ذات القطب الداخلي مثلا في السيارة.

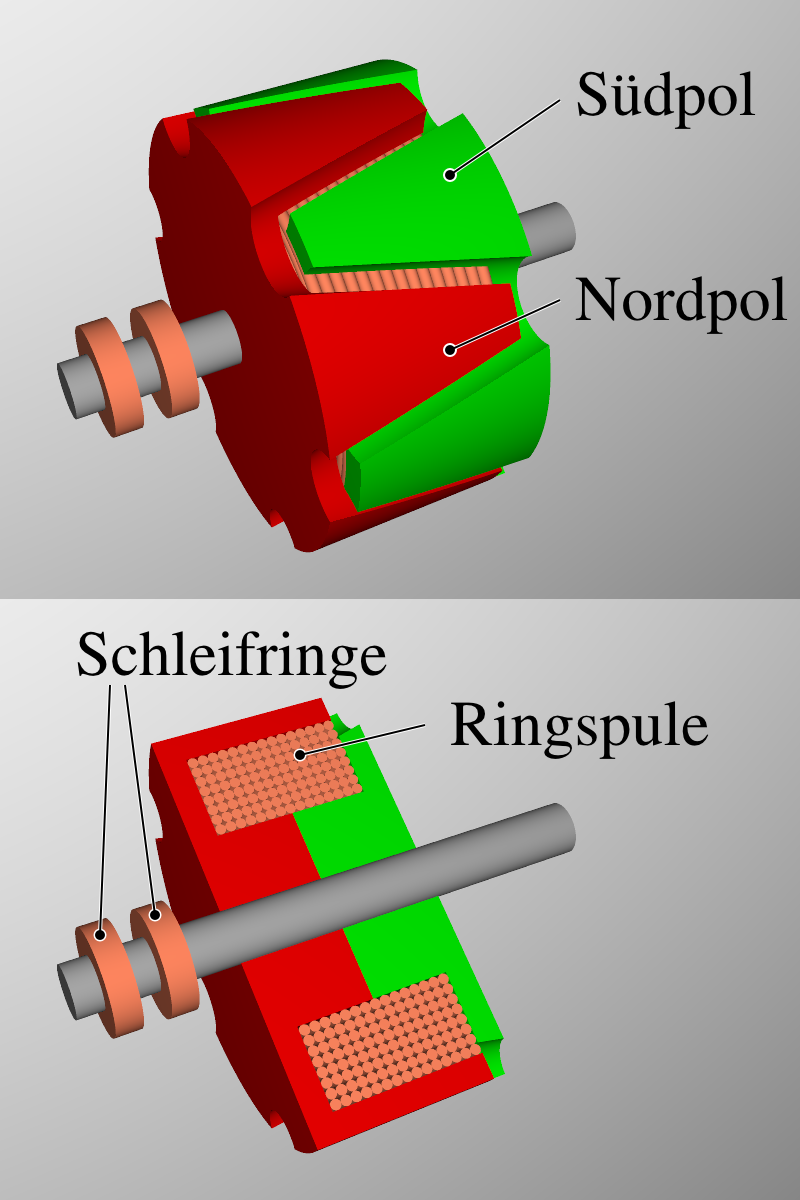
Rotor einer Klauenpolmaschine

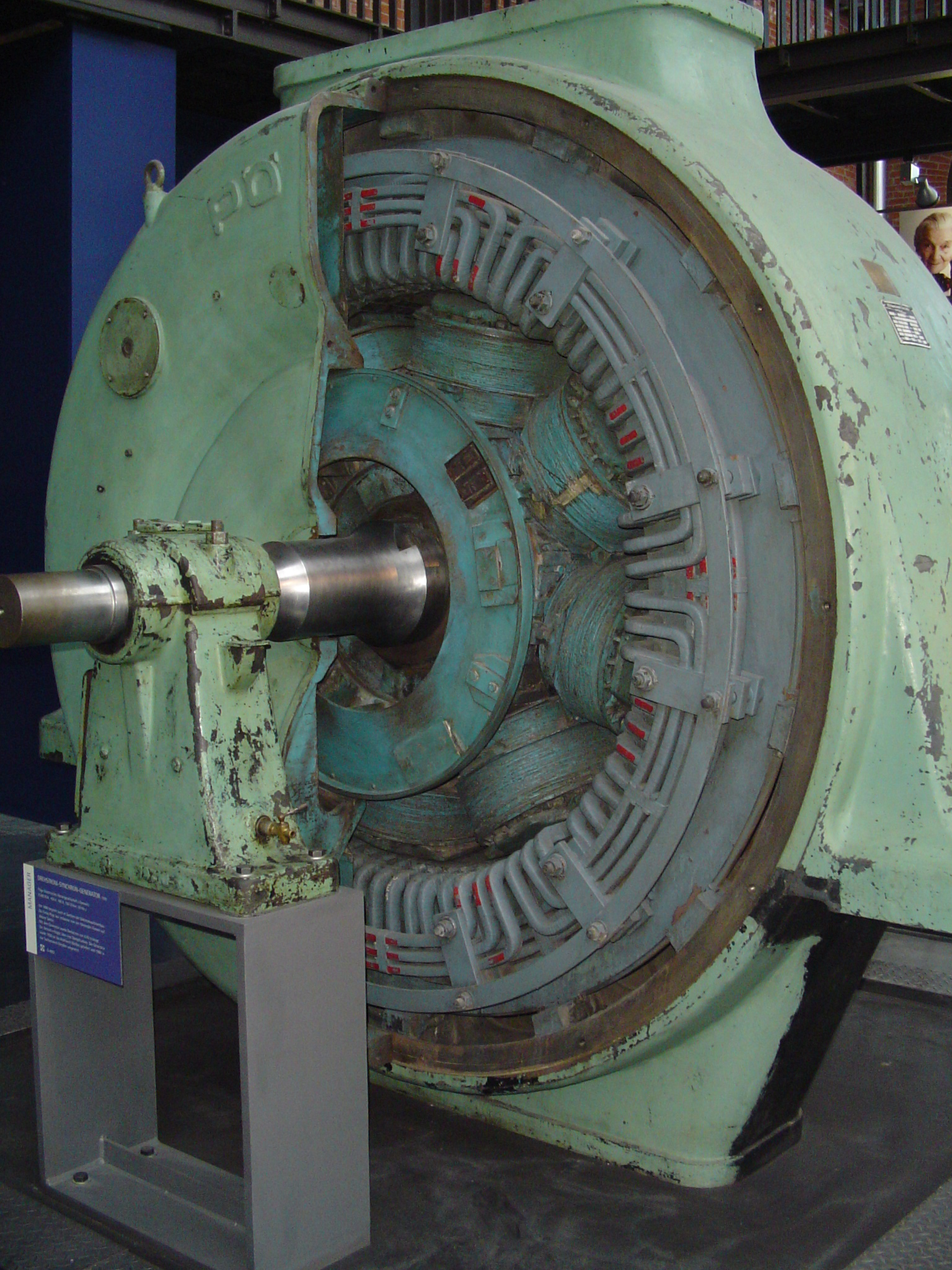
آلة قديمة تذكارية كانت تنتج 2 MW من الكهرباء

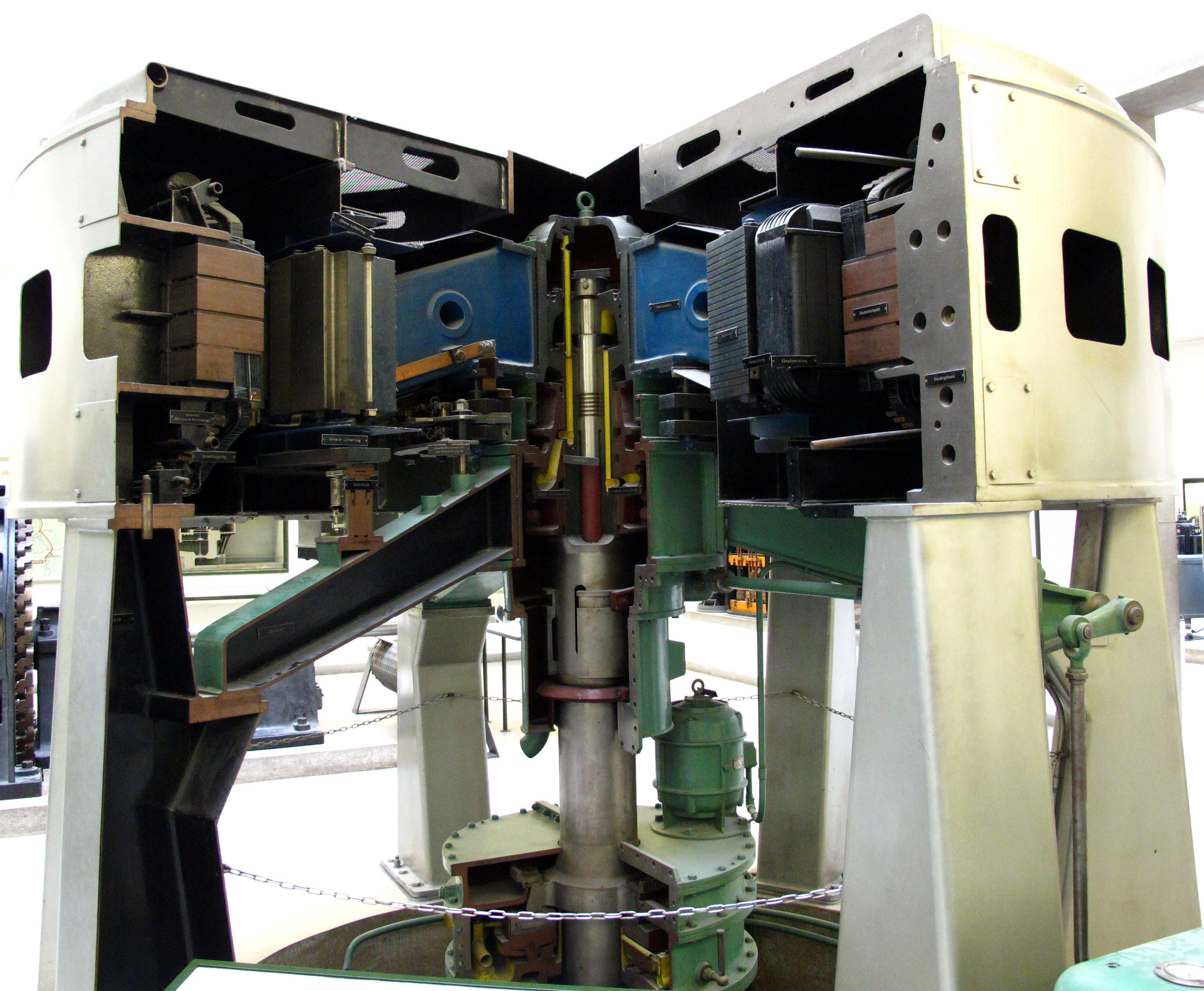
مقطع في مولد كهربائي. المحور (أسفل) متصل بتوربين يدير المولد (غير مرئي أسفل الصورة).

بالنسبة إلى نوع الآلة ذات القطب الداخلي فهي تستخدم في الآلات الكبيرة حيث أن توصيل التيار ثلاثي الأطوار عن طريق حلقات التلامس تكون غير عملية. 

تركب على القطب الذراعي للمحركات ملف بغرض بدء التحريك، وأما في مولد كهربائي فيزود القطب الذراعي أحيانا بملف بغرض تهدئة الدوران.
تستخدم لملفات العضو الثابت كبلات مغطاة (معزولة) بألياف مجدولة من بولي إثيلين لبذلك يمكن إنتاج مجال مغناطيسيا يصل إلى 10 كيلوفولط / مليمتر. فيمكن لمولد كهرباء بتلك الكبلات في العضو الثابت إنتاج كهرباء عالية الجهد.
ولكي تعمل الآلة بسرعة بطيئة (عدد دورات منخفض/الدقيقة) تزود الآلة بعدد كبير من عدد أزواج الأقطاب. وأقل عدد أزواج الأقطاب تستخدم في تلك الآلة هو 3 أزواج أقطاب، واقصى عدد هو 50 من أزواج الأقطاب. 

يحتاج مثل هذا العدد الكبير من أزواج الأقطاب إلى مكان كبير. ولهذا نجد أن آلات القطب الذراعي لها أقطارا كبيرة، تصل أحيانا إلى 15 متر. ولذلك يكون وضع الآلة أفقيا وأما محور الدوران فيكون رأسيا. 
. (سواء عند توليد الكهرباء أو إدارة ماكينات أخرى).

### سرعة الدوران
تصمم آلات القطب الذراعي غالبا يتكمون سرعتها 1000 دورة في الدقيقة على الأكثر. ويمكن أن يكون التصميم لسرعات منخفضة حتى 60 دورة في الدقيقة. 
.
وتصنف آلات القطب الذراعي بحسب سرعاتها، فمنها دو عضو دوار بطيئ بسرعات أقل من 125 دورة في الدقيقة، وعضو دوار سريع يدور بسرعات أعلى من 125 دورة في الدقيقة.
في حالة مولد كهربائي لتوليد الكهرباء من سد مائي تكون سرعة الدوران 250 دورة في الدقيقة وهي تعد من النوع السريع.
.
كما توجد أنواع من الآلة تصل سرعاتها إلى 20.000 دورة في الثانية وهي تسمى «مولد قطب مخلبي». هذا النوع تكون صغيرة الحجم. 
.

### الأحجام
عندما تصمم آلات القطب الذراعي البطيئة فيمكن بسبب سرعة الدوران البطيئة بناء العضو الدوار بقطر يصل نظريا إلى 20 متر، إلا هذا الحجم يصعب التحكم في درجة صلابته ودرجة تمدده. وبسبب الصلابة الميكانيكية للعضو الدوار فتحدد سرعته بين 70 إلى 90 متر في الثانية. كما تركب مثل تلك الآلات في الموقع الذي ستعمل فيه حيث أن نقلها وهي جاهزة غير ممكن. وبالنسبة إلى آلات يمكن نقلها فيلعب وزن العضو الدوار وحجمه دورا مهما.
تعد أكبر آلات قطب ذراعي في العالم هي الـ 14 مولدات كهربائية لـ سد الممرات الثلاثة في الصين. تبلغ قدرة كل مولد منها 750 ميجا واط أمبير عند الدوران بسرعة 75 دورة/دقيقة. 
يبلغ القطر الخارجي للدوار 22 متر ويزن نحو 1800 طن. 

## مولدات السدود المائية
بغرض تشغيل ألة قطب ذراعي لتوليد الكهرباء من سد مائي، تبنى الآلة بحيث يكون محور دورانها رأسيا، ويوصل بمحور الآلة التوربين المائي الذي يدير العضو الدوار. وأحيانا يكون التوربين المائي فوق المولد ومتصلين ببعضهما البعض بواسطة المحور. من هذا الصنف من الآلات مولد سد هوفر في الولايات المتحدة.
ويوجد نوع خفيف وتكلفته أقل ويسمى «المولد المظلي» وفيه يتصل محوري التوربين والدوار، ويبدو فيه المولد كما لوكان «مظلة». المولدات المظلية تكون عادة من ذوي القدرة الصغيرة نسبيا، بقدرة نحو 30 ميجا واط أمبير. وتأتي تكلفته البسيطة من أن التوربين متعلق بمحور الدوار للآلة المظلية. بالتالي تكون تحميل المحور أقل. إلا أن المولد المظلي يحتاج لعملية صيانة كبيرة حيث يكون ليسم السهل استبدال المحمل. 

## اقرأ أيضا
- تيار أحادي الطور
- دارة نجمية
- تيار ثلاثي الطور
- عدد أزواج الأقطاب
- خط جهد عالي
- نقل الكهرباء
- مغناطيس كهربي
- طور الموجة
- تيار متردد
- محرك كهربائي